# Maurice H. Rindskopf
Maurice Herbert Rindskopf (ur. 27 września 1917 w Nowym Jorku, zm. 27 lipca 2011 w Annapolis) – kontradmirał, najmłodszy dowódca amerykańskich okrętów podwodnych biorących udział w wojnie podwodnej na Pacyfiku podczas II wojny światowej.

## Życiorys
W 1938 ukończył Akademię Marynarki Wojennej w Annapolis i otrzymał stopień oficerski, po czym otrzymał przydział na pancernik „Colorado” na którym służył przez dwa lata. W 1940 przeszedł szkolenie załóg okrętów podwodnych, po czym w 1941 otrzymał przydział służbowy na okręt podwodny USS „”Drum” typu Gato jako dowódca broni torpedowej. W czerwcu 1942 – po odbyciu dziewięciu patroli – objął dowództwo okrętu po chorym dotychczasowym dowódcy, które zachował przez dwa patrole. W trakcie służby na okręcie „Drum” zatopił piętnaście jednostek nieprzyjaciela o łącznym tonażu 80.000 BRT. Za działania jako dowódca okrętu, został uhonorowany m.in. Krzyżem Marynarki (Navy Cross).